# Маховички
Маховички (рос. Маховички) — присілок в Спас-Деменському районі Калузької області Російської Федерації.
Населення становить 0 осіб. Входить до складу муніципального утворення Присілок Стайки.

## Історія
Від 2004 року входить до складу муніципального утворення Присілок Стайки

## Населення
| 2002 | 2007 | 2010 |
| ---- | ---- | ---- |
| 1    | ↘0   | →0   |